# Плачковци
Пла̀чковци е град в Централна България. Той се намира в област Габрово, община Трявна, в близост до град Трявна. По данни на ГРАО към 15 юни 2023 г. в града живеят 1446 души по настоящ адрес и 1563 души по постоянен адрес.

## География
Плачковци се намира в планински район – в подножието на Тревненска планина. Надморска височина 510 м. При Плачковци се събират трите реки Стоевска река, Радевска река и река Поточе (от Брежниците), които дават началото на Тревненска река. Плачковци с неговата жп гара по линията Горна Оряховица – Стара Загора е леснодостъпен изходен пункт за разходка из Тревненската планина, която влиза в Природен парк „Българка“. Околните върхове носят имената Българка, Бедеците (Големият Бедек е на 1488 m надм. вис.), Мъхченица(1042 m) и др. Има две природни защитени местности – „Мъхченица-Йововци“ над село Йововци и „Виканата скала“ при връх Българка над квартал Стоевци.

## История
През 1190 г. в околностите на Плачковци Иван Асен I разбива армията на Исак II Ангел в така наречената „Битка при Тревненския проход“.
След Освобождението плачковските колиби са първо част от Тревненската околия и след нейното закриване преминават към Дряновската околия, Търновски окръг. По билото на Стара Планина минава границата с Източна Румелия. Една част от населението, заедно с други балканджии от Еленско, Габровско, Тревненско и Дряновско започва да се изселва към равнинните части на новоосвободеното княжество.
През 1921 г. в махалата Гръбчево на съседното Радевци, поетът Иван Вазов прекарва последното лято на своя живот.
През 1961 г. колиби Плачковци получава статут на село, а през 1969 г. – на град като кмет тогава е бил Кънчо Минчев.
През 1968 г. към село Плачковци са присъединени кол. Боевци
През 1970 г. към град Плачковци са присъединени следните населени места: кол. Бъчеварите, кол. Долни Цоневци, кол. Ковачевци, кол. Минкино, кол. Пунговци, с. Късовци, с. Нейковци, с. Райнеж

## Политика
Кметове:
- 1999 – Стефан Петров, „Демократическа партия“
- 2003 – Стефан Петров втори мандат
- 2007 – Стефан Петров (Коалиция „За Трявна“) печели на първи тур с 57,92%.
- 2011 – Стефан Петров, на втори тур
- 2015 – Борислав Борисов[5]

## Религии
- Православно християнство

## Забележителности
- Църква „Св. Пророк Илия“ – Плачковци, строена от майстор Драгошин Драгошинов (1839 – 1918) в началото на XX век
- Църква „Св. Димитър“ – кв. Нейковци
- Парк „Мечата Стъпка“ – кв. Минкино – намира се в планински район, в близост до река Поточе, на надморска височина от 600 м
- Читалище „Пробуда“ – Плачковци, ул. „Бузлуджа“ № 14, тел.: 06770 /20 – 55
- Йовчовата къща от 1895 г. – кв. Нейковци, на опълченеца Йовчо Ненков
- Римски път, който е бил част от Верейския друм – кв. Стоевци
- Паметник на загиналите за Родината – Плачковци[6]
- Паметник на загиналите за Родината – кв. Нейковци[7]

## Махали
| - Боевци - Бъчварите - Вилите - Горни Стоевци - Горни Плачковци | - Долни Цоневци - Ковачевци - Късовци - Минкино (Околиите) - Нейковци | - Пунговци - Стоевци (Райнеж) - Тринчевци - Улеи |

## Кметство
В кметство Плачковци са включени бившите Енчовска, Плачковска и Нейковска селски общини. Днес към него принадлежат следните населени места:
| - Брежниците - Бърдарите - Горни Маренци - Горни Радковци - Горни Цоневци - Долни Маренци - Долни Радковци | - Донкино (Чакалите) - Драгневци - Енчовци - Йововци - Киселковци - Колю Ганев - Маруцековци | - Ножерите - Носеите - Плачковци - Радино (Гуглевци) - Сечен камък (Табаците) |

- Стоевци (квартал)

## Галерия
- Народно читалище
- Основно училище „Васил Левски“

## Личности
Родени в Плачковско
- Никола Бонев (1855 – 1929), опълченец, полковник, роден в Горни Плачковци
- Йовчо Ненков (1856 – 1939), опълченец, роден в Нейковци
- Николай Нейков (Марангозов) (1900 – 1967), поет, архитект, роден в Късовци
- Доню Коев (1829 – 1935), организатор на строежа на църквата „Св. пророк Илия“, църковен настоятел, роден в Пунговци
- Дончо Кънев (Чалъма) (1882 – 1975), построил военен паметник в Плачковци, роден в Пунговци
- Цаньо Нейков (1870 – 1956), резбар, представител на Тревненската школа, роден в Късовци
- Богомил Белчев (1953), архитект, два мандата кмет на община Габрово, роден в Бърдарите
- Стефан Данаилов (1962), инженер, управител на мина „Лев“, 2 мандата кмет на община Трявна
- Стефан Цанев Петров (1963), инженер (хардуер и софтуер, маркетинг), кмет на град Плачковци от 1999 г.
- Тодор Нейков (1927 – 2012), краевед, роден в Ножерите
- Боньо Бонев (1943 – 2017), инженер, кмет на Плачковци (1 мандат), дългогодишен директор на дървообработващ завод „Първи май“, Плачковци; директор на Горско стопанство, Плачковци
- Кънчо Савов Маренски, четник в Тревненската чета през Априлското въстание 1876 г., от Маренците[10]
- Митьо Савов Маренски, четник в Тревненската чета през Априлското въстание 1876 г., от Маренците[11]
- Станю Колев, доброволец в Трета малка свищовска чета, формирана през септември 1885 г., от Брежниците[12]

Починали в Плачковско
- Стефан Продев (1927 – 2001), писател, есеист, публицист, редактор, починал в Енчовци
- Минчо Куприянов (1939 – 2011), поет и журналист, починал в Нейковци

Свързани с Плачковско
- Драгошин Драгошинов, майстор
- Иван Асен I, владетел на България
- Исак II Ангел, владетел на Византия
- Атанас Димитров Буров (1875 – 1954), банкер, политик
- Димитър Иванов Буров (1904 – 1985), инженер, техн. директор на БАМД „Бъдеще“
- Тодор Губиделников (1889 – 1959), инженер, директор на мина „Принц Борис“

## Фолклор
- Фолклор от Късовци
- Фолклор от Донкино
- Фолклор от Плачковци 1
- Фолклор от Плачковци 2
- Фолклор от Плачковци 3
- Фолклор от Плачковци 4
- Фолклор от Плачковци 5

## Галерия
- Плачковци
- Река Стоевска
- Паметник
- Чешма от 1934 г.